# Convention collective de l'habitat
Une convention collective de l'habitat (CCH) est, en Belgique, un contrat entre une société de logements sociaux et une organisation de locataires visant à établir des droits et des devoirs entre ces deux entités juridiques autonomes.

## Présentation
La convention collective de l'habitat crée, en dehors de tout cadre juridique contraignant, des obligations entre les parties contractantes.
La première convention collective de l'habitat fut conclue à Bruxelles entre la société immobilière de service public Foyer Jettois et le Syndicat des Locataires de Logements Sociaux le 25 juin 1990. Une nouvelle convention entre les mêmes partenaires a été signée le 26 avril 2006.